# Universität Palermo

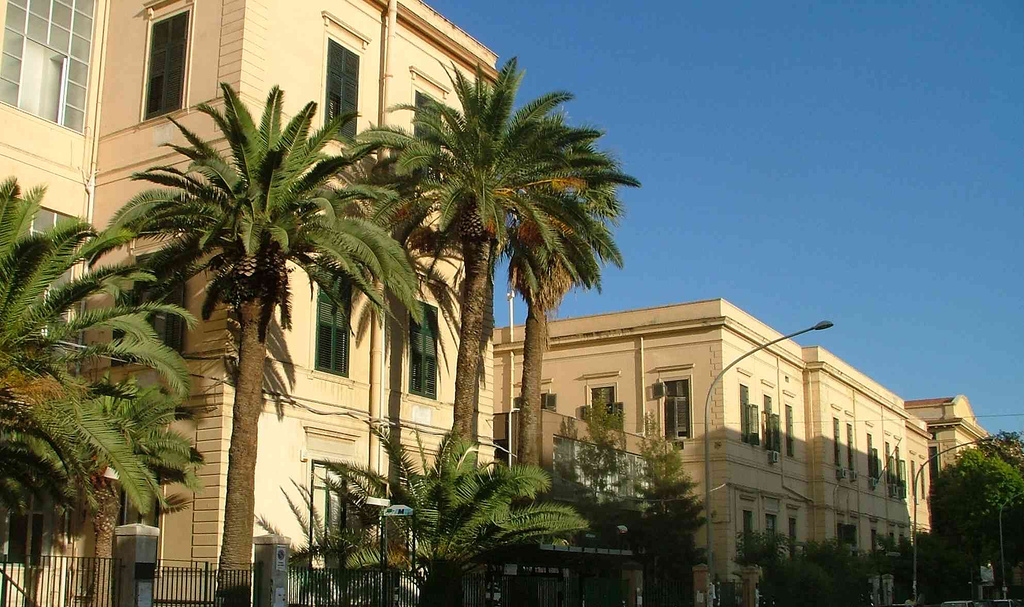
Universitätsgebäude in Palermo

Die Universität Palermo (italienisch: Università degli Studi di Palermo) ist eine Universität mit Sitz in der sizilianischen Hauptstadt Palermo. Sie ist mit rund 40.000 Studenten und 2.000 wissenschaftlichen Angestellten eine der größten Hochschulen in Italien. Rektor der Universität ist Massimo Midiri (2021).
Außenstellen der Universität (Polo didattico) finden sich in Agrigent, Caltanissetta und Trapani.

## Geschichte
Zu den Vorgängerinstitutionen der Universität Palermo gehörten ein Franziskanerkollegium, in dem Theologie, Heilige Schrift, Kirchenrecht und Philosophie gelehrt wurden, und ein Allgemeines Kollegium, das auch Laien offen stand und dessen Kurse die Verleihung von akademischen Graden an anderen Universitäten ermöglichten. Von der Gründung eines Jesuitenkollegs im Jahr 1550 an bis zu ihrer Vertreibung aus Palermo 1767 beherrschten die Jesuiten die höhere Ausbildung (Philosophie, Theologie) in Palermo.
1779 wurde die Reale accademia degli studi (Königliche Akademie der Studien) errichtet. König Ferdinand III. erhob die Akademie 1806 zur Università reale degli studi (Königliche Universität der Studien) und verlieh ihr die Befugnis zur Verleihung von akademischen Graden in den Fächern Theologie, Medizin, Jurisprudenz und Philosophie. Nach Garibaldis Siegeszug wurde die Theologische Fakultät der Universität 1860 vorerst geschlossen.

## Abteilungen und Schulen
Die Universität gliedert sich nach der Gelmini-Reform nicht mehr nach Fakultäten, sondern in 16 Abteilungen:
- Architektur
- Biomedizin, Neuroscienze e Diagnostica avanzata
- Kultur und Gesellschaft
- Discipline Chirurgiche, Oncologiche e Stomatologiche
- Physik und Chemie
- Rechtswissenschaft
- Ingenieurwissenschaften
- Mathematik und Informatik
- Promozione della Salute, Materno-Infantile, di Medicina Interna e Specialistica di Eccellenza
- Agrarwissenschaften, Lebensmittel- und Forstwissenschaft
- Scienze della Terra e del Mare
- Scienze e Tecnologie Biologiche Chimiche e Farmaceutiche (Pharmazie)
- Wirtschaftswissenschaften, Scienze Aziendali e Statistiche
- Politikwissenschaften, Scienze Politiche e delle relazioni internazionali
- Psychologie, Erziehungswissenschaften, Sportwissenschaft
- Scienze Umanistiche

Hinzu kommt eine Schule für Medizin und Chirurgie.

## Hochschullehrer
- Giuseppe Piazzi (1746–1826), Astronom, Entdecker von Ceres
- Stanislao Cannizzaro (1826–1910), Chemiker
- Adolf Holm (1830–1900), Extraordinarius für Geschichte
- Antonio Salinas (1841–1914), Dozent für Archäologie
- Antonino Borzì (1852–1921), Dozent für Botanik
- Felix Braun (1885–1973), Dozent für Literatur
- Pirro Marconi (1897–1938), Dozent für Archäologie
- Biagio Pace (1889–1955), Dozent für Archäologie
- Emilio Segrè (1905–1989), Physiker, Nobelpreisträger 1959

## Einzelbelege
1. ↑  Storia dell'Ateneo. In: unipa.it. Università degli studi di Palermo, abgerufen am 10. Juli 2023 (italienisch).
2. ↑  Siti dei dipartimenti dell'Università degli Studi di Palermo. Abgerufen am 11. Juli 2023 (italienisch).
3. ↑  Siti delle scuole dell'Università degli Studi di Palermo. Abgerufen am 11. Juli 2023 (italienisch).